# アンドレイ・イラリオノフ

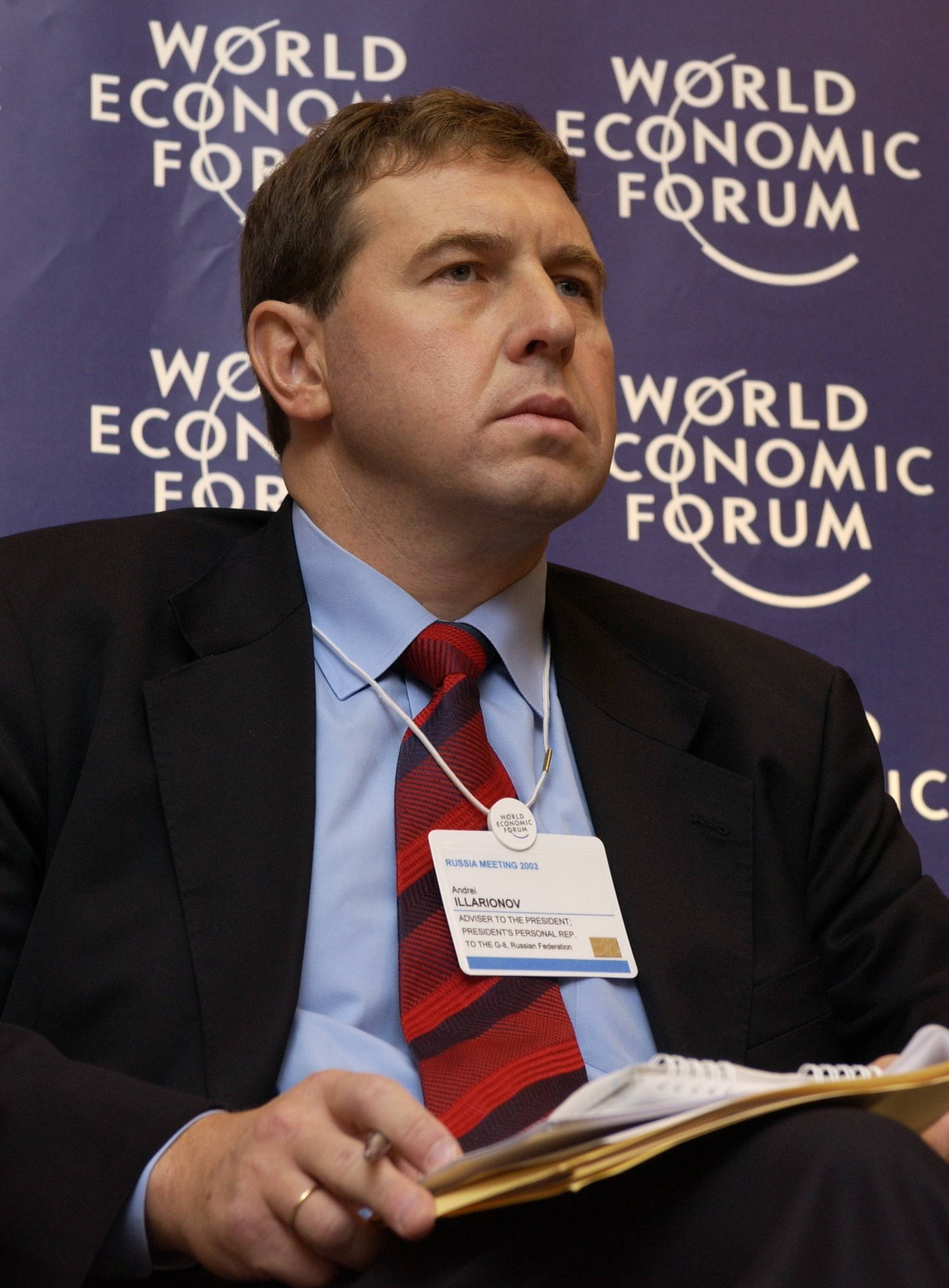
アンドレイ・イラリオノフ, 2003

アンドレイ・ニコラエヴィッチ・イラリオノフ（Андрей Николаевич Илларионов、Andrei Nikolayevich Illarionov、1961年9月16日 - ）は、ロシアの経済学博士で、ウラジーミル・プーチン大統領の元経済顧問。

## 沿革
1961年9月16日レニングラード（現：サンクトペテルブルク）で生まれる。1978年セストロレツク・コミュニケーション局（電話及び郵便事業）で勤務する。1983年レニングラード大学経済学部を卒業する。1987年同大学大学院を修了。現代資本主義経済を専攻する。
1983年から1984年、1988年から1990年にかけて、母校であるレニングラード大学国際経済関係学部で教鞭を執る。1990年から1992年、サンクトペテルブルク金融経済大学地域経済研究所（地域経済研究部）に上級研究員として勤務する。また、イギリスのバーミンガム大学に短期留学。1992年ロシア副首相非常勤経済顧問に転ずる。1992年から1993年まで、ロシア政府経済改革労働センター第一副主任を務める。1993年4月から、ロシア政府分析計画グループ主任、ヴィクトル・チェルノムイルジン首相顧問。1994年レオンチェフ国際社会経済調査センター副所長に就任し、次いで、モスクワ地区担当責任者（所長）となる。1994年から2000年経済分析研究所所長となり、2000年4月からプーチン大統領の経済顧問となる。
主要国首脳会議（当時はG8）で、プーチンの代理としての事前交渉や合意文書のとりまとめにあたるシェルパも務めた。
イラリオノフの名が国際的に浮上したのは、京都議定書の批准を巡る問題であった。イラリオノフは、新古典派の自由主義経済思想の信奉者の立場から終始、京都議定書に対して批判的立場を取った。イラリオノフ曰く、京都議定書は科学的根拠に乏しく、ロシアの経済成長が制約される。京都議定書によって、10年間でGDPを倍増するというプーチン政権の経済政策目標を阻害し、ロシアよりさらに多く温室効果ガスを排出しているアメリカ、中国のような国々が不参加の状況で、ロシアが排出量を削減しなければならないという奇怪な状況にロシアは直面しているというものであった。
イラリオノフは率直な批判者でもあり、2004年10月には、ロシア経済が自由主義的市場経済から国家による統制経済に移行しつつあると述べ、プーチン及びシロヴィキの強権的な経済運営に対する批判を繰り返した。また、ユコス事件に対しても、政府に批判を加え、プーチンは、2005年1月イラリオノフを主要国首脳会議における大統領代表から解任した。2005年2月のイギリスのエクセターで開かれた国際会議に参加した際も、舌鋒鋭く批判を加えている。